# انستیتو دولتی فرهنگ سلامت و ورزش پرورش اندام ارمنستان
انستیتو دولتی فرهنگ سلامت و ورزش پرورش اندام ارمنستان (ارمنی: Հայաստանի ֆիզիկական կուլտուրայի և սպորտի պետական ինստիտուտ) یک مؤسسه آموزش عالی در ایروان پایتخت جمهوری ارمنستان می‌باشد که در سال ۱۹۴۵ میلادی بنیانگذاری شده‌است و مربیان، روزنامه‌نگاران ورزشی، متخصصان حرکت‌شناسی و تمرینات بدنی تطبیقی را آماده می‌سازد. به دانش‌آموختگان از این مؤسسه مدرک دیپلم اعطا می‌گردد و یک مدرک مجاز دولتی می‌باشد که نمایشگر اتمام آموزش عالی برای سازمان‌های دولتی می‌باشد.

## دانش‌آموختگان سرشناس
- لوون آرونیان، استادبزرگ شطرنج
- کارن آسریان، استادبزرگ شطرنج و قهرمان المپیک
- آغوان چاتینیان، کوهنورد
- الکساندر کابانوف، بازیکن و مربی واترپلو روس
- آشوت نادانیان، استاد بین‌المللی شطرنج، نظریه‌پرداز و مربی
- وازگن سارگسیان، نخست‌وزیر پیشین ارمنستان
- گاگیک تساروکیان، کارآفرین ارمنستانی، و رئیس کنونی کمیته المپیک ارمنستان
- آرسن یغیازاریان، مربی و استادبزرگ شطرنج